# Juniper Lee
Juniper Lee ist eine US-amerikanische Zeichentrickserie, die auf einer Idee von Judd Winick basiert.

## Handlung
In Juniper Lee geht es um ein sehr ungewöhnliches, pubertäres US-amerikanisches Mädchen, das in Orchid Bay City lebt und mit Superkräften ausgestattet ist. Mit dessen Hilfe will sie das Gleichgewicht zwischen der übernatürlichen und der menschlichen Welt bewahren. Obwohl Juniper über Zauberkräfte verfügt und sie sich gegen allerlei Monster behaupten kann, fällt ihr die Herausforderung des Alltags ungemein schwer. Ihr kleiner Bruder Ray-Ray, Großmutter Ah-Mah und der schlaue Hund Monroe, die allesamt über unnatürliche Talente verfügen, stehen Juniper hilfreich zur Seite.

## Synchronisation
| Rolle                  | Englischer Sprecher |
| ---------------------- | ------------------- |
| Juniper „June“ Kim Lee | Lara Jill Miller    |
| Jasmine Lee (Ah-Mah)   | Amy Hill            |
| Monroe                 | Carlos Alazraqui    |
| Ray Ray Lee            | Kath Soucie         |
| Dennis Lee             | Alexander Polinsky  |
| Colleen O’Shaughnessey | Jody Irwin          |
| Ophelia Ramírez        | Candi Milo          |
| Roger Radcliffe        | Tara Strong         |
| Marcus Conner          | Phil LaMarr         |